# Tetrazygia urbani
Tetrazygia urbani är en tvåhjärtbladig växtart som beskrevs av Célestin Alfred Cogniaux. Tetrazygia urbani ingår i släktet Tetrazygia och familjen Melastomataceae. Inga underarter finns listade i Catalogue of Life.